# Pingstförsamlingarnas teologiska seminarium
Pingstförsamlingarnas teologiska seminarium (PTS) var Sveriges enda högre utbildning i teologi med inriktning mot pentekostal teologi.
Seminariet dries sedan 2006 i Uppsala av den svenska pingströrelsen. Seminariet var en treårig ledarutbildning för blivande församlingsledare inom pingströrelsen. Seminariets grundtanke var att inte vara en "pastorsutbildning" utan en utbildning för alla de olika typer av församlingsledare som är verksamma i svenska pingstförsamlingar till exempel missionärer, evangelister och pastorer. Seminariet hade även ett samarbete med Uppsala universitet och därtill formatet Institutet för pentekostala studier. För att tillgodose studentens egen utveckling valde man därför att placera studenterna i utbildningsförsamlingar, där studenten hade en erfaren pastor/predikant som mentor.
Från och med hösten 2011 ersattes PTS av Akademi för Ledarskap och Teologi i samverkan med Svenska Alliansmissionen och Evangeliska Frikyrkan. PTS upphörde sommaren 2012.